# Edin Kunić
Edin Kunić (ur. 17 lipca 1973 w Sarajewie) – bośniacki piłkarz, grający na pozycji obrońcy.

## Kariera piłkarska

### Kariera klubowa
Występował w klubie FK Željezničar i NK Bosna Visoko. Na początku 2003 przeszedł do Karpat Lwów, ale po jednym meczu klub zrezygnował z piłkarza. Potem bronił barw klubów NK Travnik i Croatia Sesvete.